# متریک گودل
متریک گودل (به انگلیسی: Gödel metric) یک پاسخ کامل برای معادلات میدان اینشتین است که در آن تانسور ضربه-انرژی شامل دو عبارت است: عبارت نخست نشان دهنده چگالی ماده یک توزیع یکنواخت از ذرات غبار چرخان، و دومی با یک ثابت کیهان شناسی غیرصفر متناظر است. این متریک با نام پاسخ گودل نیز شناخته می‌شود.
این پاسخ ویژگی‌های عجیب بسیاری دارد. به‌طور نمونه می‌توان به منحنی‌های بسته زمانواره که در جهانی از نوعی که توسط این پاسخ توصیف می‌شود، به نوعی سفر در زمان را امکانپذیر می‌کنند. تعریف این مدل کمی ساختگی است (باید مقدار ثابت کیهانشناسی را با دقت به گونه‌ای تنظیم نمود که با چگالی ذرات غبار سازگار باشد) اما این فضازمان به عنوان یک مثال آموزشی مهم شمرده می‌شود.
این پاسخ در سال ۱۹۴۹ توسط کرت گودل ارائه شد.

## تعریف
همانند هر فضازمان لورنتزی دیگری، پاسخ گودل با داشتن تانسور متریک برحسب یک جدول مختصات محلی، تعریف می‌شود. شاید ساده‌ترین راه فهمیدن جهان گودل دستگاه مختصات استوانه‌ای باشد، اما در اینجا جدولی را که خود گودل از آن استفاده نموده بود را در نظر می گیریم. در این جدول متریک با عبارت زیر تعریف می‌شود:
{\displaystyle ds^{2}={\frac {1}{2\omega ^{2}}}\,\left(-\left(dt+\exp(x)\,dz\right)^{2}+dx^{2}+dy^{2}+{\frac {1}{2}}\exp(2x)\,dz^{2}\right)}
{\displaystyle -\infty <t,x,y,z<\infty }
که در آن {\displaystyle \omega } ثابت واقعی غیرصفر است که در واقع سرعت زاویه‌ای به دور محور y است، که توسط ناظر "غیرچرخانی" سوار بر یکی از دانه‌های غبار در مورد دانه‌های غبار اطرافش اندازه‌گیری می‌شود("غیرچرخان" به این معنی است که او نیروهای سانتریفوژی را بر روی اعضایش حس نمی‌کند، اما در این چارچوب مختصات او در واقع به دور محوری موازی محور y می چرخد). دانه‌های غبار در مقادیر ثابت {\displaystyle x,y,z} باقی می مانند. چگالی در این جدول مختصات با x افزایش می یابد اما چگالی آن‌ها در چارچوبهای مرجعشان در همه جا یکسان است.